# 道奇鎮區 (堪薩斯州福特縣)
道奇鎮區（英語：Dodge Township）為美國堪薩斯州福特縣轄下的鎮區。2010年美国人口普查中此鎮區人口有693人。

## 地理
道奇鎮區涵蓋總面積為66.9平方（25.82平方英里），其中陸地面積為66.7平方（25.77平方英里），水域面積為0.13平方（0.05平方英里）或0.19%。海拔高度796（2,612英尺）。

## 人口統計
根據2010年美國人口普查，道奇鎮區人口有693人，其中男性有357人，女性有336人，人口密度為每平方公里10.37人，住房計264戶。鎮區內的白人有612人，非裔美國人有6人，美洲原住民有2人，亞裔美國人有5人，太平洋島裔美國人有0人，其他種族有57人，混血種族則有11人。此外鎮區內有245人為西班牙裔或拉丁裔美國人。此鎮區之年齡中位數為39.9歲，而男性年齡中位數為39.4歲，女性年齡中位數為41.0歲。

## 交通

### 主要公路
- 50號美國國道
- 56號美國國道
- 283號美國國道
- 400號美國國道